# Klížska Nemá
Klížska Nemá es un municipio del distrito de Komárno en la región de Nitra, Eslovaquia, con una población estimada a final del año 2024 de 426 habitantes.
Se encuentra ubicado al suroeste de la región, cerca de los ríos Danubio y Váh, y de la frontera con Hungría.

## Demografía
| Año        | 1994 | 2004    | 2014    | 2024     |
| ---------- | ---- | ------- | ------- | -------- |
| Población  | 591  | 546     | 496     | 426      |
| Diferencia |      | −7,61 % | −9,15 % | −14,11 % |

| Año        | 2023 | 2024    |
| ---------- | ---- | ------- |
| Población  | 429  | 426     |
| Diferencia |      | −0,69 % |